# Siras Pur
Siras Pur là một thị trấn thống kê (census town) của quận North West thuộc bang Delhi, Ấn Độ.

## Nhân khẩu
Theo điều tra dân số năm 2001 của Ấn Độ, Siras Pur có dân số 14.558 người. Phái nam chiếm 56% tổng số dân và phái nữ chiếm 44%. Siras Pur có tỷ lệ 65% biết đọc biết viết, cao hơn tỷ lệ trung bình toàn quốc là 59,5%: tỷ lệ cho phái nam là 73%, và tỷ lệ cho phái nữ là 55%. Tại Siras Pur, 17% dân số nhỏ hơn 6 tuổi.